# スタディオ・ロメオ・メンティ
スタディオ・ロメオ・メンティ（Stadio Romeo Menti）は、イタリア・ヴェネト州ヴィチェンツァにあるサッカースタジアム。LRヴィチェンツァがホームスタジアムとしている。収容人数は12,000人。

## 名称
スタジアムの名称は、地元出身のプレーヤー、ロメオ・メンティが由来。メンティはトリノに所属していた1949年に「スペルガの悲劇」で亡くなり、その後スタジアム名が改称された。メンティがプレイしたカンパニア州カステッランマーレ・ディ・スタービアにも同名のスタジアムがある。